# Земля (частина назви мінералів)
Земля — характерна частина назви деяких мінералів.
Розрізняють:
- земля баритова (барит);
- земля бернська (викопні смоли);
- земля веронська (селадоніт — залізистий різновид ґлауконіту шаруватої будови);
- земля гірко-солона (застаріла назва доломіту);
- земля дивна (суміш каолініту з кварцом, слюдою і лімонітом);
- земля залізиста зелена (загальна застаріла назва рокбриджиту і дюфреніту);
- земля залізна зелена (бісмутин); земля залізна синя (застаріла назва вівіаніту);
- земля зелена (загальна застаріла назва селадоніту і ґлауконіту);
- земля ітрова фосфорнокисла (застаріла назва ксенотиму);
- земля ретинова (застаріла назва ретиніту — викопної смоли);
- земля свинцева (суміш землистого церуситу з глинистими мінералами);
- земля сієннська (землиста суміш галуазиту з гідрооксидами заліза [околиці Сієнни, Італія);
- земля стронцієва (стронціаніт); земля порцелянова (чистий білий каолініт);
- земля хризопразова (1. — серпентиніт нікелистий; 2. — хлорит нікелистий); земля хризопразова зелена (хлорит нікелистий);
- земля червона (землистий гематит);
- земля бурштинова (землиста відміна бурштину).